# Холоднеча
«Холоднеча» (нім. Frost) — перший роман Томаса Бернарда, опублікований німецькою мовою в 1963 році, що приніс автору визнання.
Український переклад Ігоря Андрущенка вийшов 2013 року.

## Сюжет
Штраух, божевільний художник, ізолює себе від світу, поселившись на хуторі Венг поблизу Шварцах-ім-Понгау. За художником був посланий наглядати асистент його брата-хірурга. Якраз від імені цього молодшого фельдшера і ведеться оповідь. Корчмою, в якій проживає персонаж керує жінка, що запроторила свого чоловіка у в'язницю і має величезну кількість коханців. Твір містить значну кількість насильства та вбивств.

## Стилістика
Персонаж Штрауха схильний говорити в довгих кричущих монологах, що характеризують всю подальшу творчість Бернарда. Ще один елемент стилю письменника це повторення: він часто повторює фрази з незначними варіаціями. В ході розвитку сюжету, голос молодого оповідача все більше розчинається в оповіді самого Штрауха.